# گمینا پشچووکی
گمینا پشچووکی (به لهستانی:  Gmina Pszczółki) یک گمینا در لهستان است که در شهرستان گدانسک واقع شده‌است. گمینا پشچووکی ۴۹٫۸۴ کیلومتر مربع مساحت و ۷٬۹۱۲ نفر جمعیت دارد.